# Takeo Fukui
Takeo Fukui (jap. 福井 威夫 Fukui Takeo; ur. 28 listopada 1944 w Tokio) – japoński pracownik Hondy.

## Życiorys
Takeo Fukui ukończył studia na Uniwersytecie Waseda z BSc (Bachelor of Science) w zastosowaniu chemii i rozpoczął pracę w Hondzie. Rozpoczął pracę jako członek zarządu odpowiedzialnego za opracowanie silnika Compound Vortex Controlled Combustion, który sprawił, że Honda Civic stała się pierwszym samochodem spełniającym normy emisji spalin określonych przez Clean Air Act w Stanach Zjednoczonych. W 1978 roku rozpoczął pracę w dziale wyścigów motocyklowych, gdzie pracował nad produkcją silników 550 cm³ dla Motocyklowych mistrzostw świata. W 1987 roku stał się szefem rozwoju motocykli w Hondzie. W następnym roku został członkiem zarządu Honda Motor Company. W 1992 roku Fukui został menedżerem generalnym fabryki Hondy w Hamamatsu. Był prezesem Honda of America w stanie Ohio. W 1998 roku został prezesem Honda R&D Co oraz był odpowiedzialny za udział Hondy w sportach motorowych. W czerwcu 2003 roku został szefem i dyrektorem generalnym Hondy. Był szefem Honda Racing F1 w Formule 1. W dniu 5 grudnia 2008 roku zespół wycofał się z Formuły 1.